# شبكة القرش

مخطط مبسط لشبكة سمك القرش في نيو ساوث ويلز ، أستراليا

شبكة القرش الشبكة مغمورة وضعت حول الشواطئ للحد من هجمات القرش على السباحين. غالبية شبكات سمك القرش المستخدمة هي الشباك الخيشومية وهي عبارة عن جدار من الشباك المعلقة في الماء وتلتقط أسماك القرش المستهدفة عن طريق التشابك. يبلغ طول الشباك في كوينزلاند، أستراليا، عادة 186 مترًا، وتقع على عمق 6 أمتار، ولها شبكة من 500   مم ومصممة لصيد أسماك القرش التي يزيد طولها عن 2 م.
في البحر بالقرب من الشواطئ أو السباحة الأماكن المحتمل أن يكون هجوم القرش. يبدو كشبكة منتشرة حول الموقع يتردد عليها منع أسماك القرش من الاقتراب من مستخدمي البحر، ويستخدم على وجه الخصوص في أستراليا أو جنوب أفريقيا أو جزيرة لا ريونيون، ويتم انتقاده في بعض الأحيان بسبب تأثيره البيئي: فهو يعمل كشبكة صيد لتدميركل الحيوانات البحرية دون تمييز.

## انظر أيضا

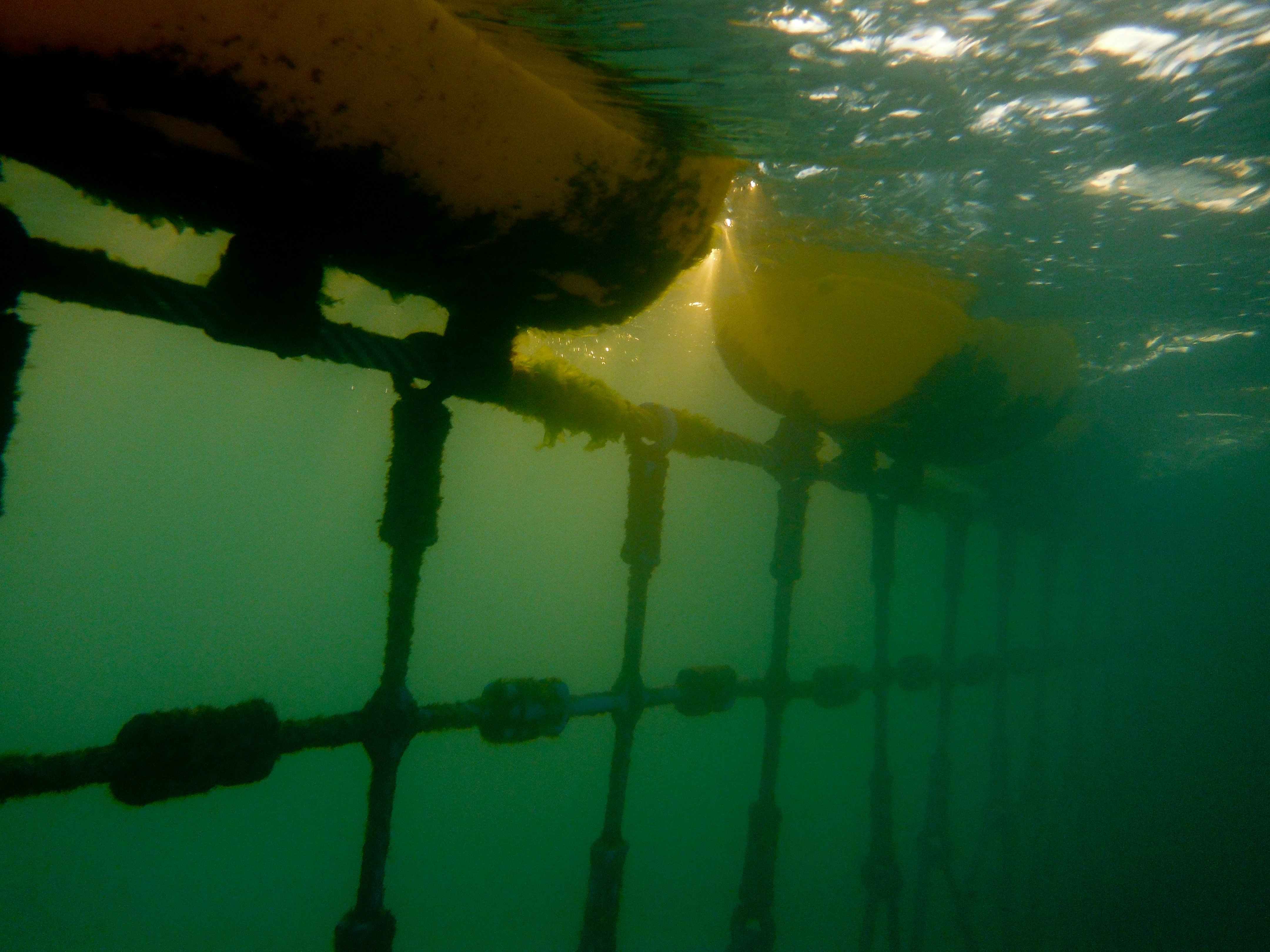
شبكة القرش في أستراليا الغربية